# Avren (Varna)
Avren (Bulgaars: Аврен) is een dorp in Bulgarije. Het is gelegen in de gemeente Avren, oblast Varna en telt 708 inwoners (2016).

## Gemeente Avren
De gemeente Avren bestaat uit zeventien dorpen en telt 9547 inwoners (schatting 31 december 2016).
Dertien dorpen hebben een Bulgaarse meerderheid. In het dorp Dabravino vormen Turken de meerderheid en in het dorp Sindel vormen de Roma een meerderheid van de bevolking. Twee dorpen (Benkovski en Boljartsi) hebben een gemengde bevolking. 
| Dorp           | Cyrillisch   | Bevolking | Etnische samenstelling                                  | Leeftijdsopbouw |
| -------------- | ------------ | --------- | ------------------------------------------------------- | --- |
| Dabravino      | Дъбравино    | 1419      | Turken (68%) en Bulgaren (30%)                          | Een relatief jonge bevolking: kinderen tot 15 jaar oud vormen 21%, de beroepsbevolking vormt 66% en ouderen vormen 13% van de bevolking                                                           |
| Priseltsi      | Приселци     | 1317      | voornamelijk Bulgaren (93%)                             | De bevolking is aan het vergrijzen: kinderen tot 15 jaar oud vormen 15%, de beroepsbevolking vormt 62% en ouderen vormen 23% van de bevolking                                                     |
| Sindel         | Синдел       | 1075      | Roma (56%) en Bulgaren (41%)                            | Een relatief jonge bevolking: kinderen tot 15 jaar oud vormen 23%, de beroepsbevolking vormt 64% en ouderen vormen 13% van de bevolking                                                           |
| Bliznatsi      | Близнаци     | 1058      | voornamelijk Bulgaren (95%)                             | De bevolking is aan het vergrijzen: kinderen tot 15 jaar oud vormen 10%, de beroepsbevolking vormt 61% en ouderen vormen 29% van de bevolking                                                     |
| Tsarevtsi      | Царевци      | 747       | Bulgaren (80%), Roma (14%) en Turken (4%)               | De bevolking is aan het vergrijzen: kinderen tot 15 jaar oud vormen 16%, de beroepsbevolking vormt 59% en ouderen vormen 25% van de bevolking                                                     |
| Avren          | Аврен        | 708       | Bulgaren (86%) en Turken (8%)                           | De bevolking is aan het vergrijzen: kinderen tot 15 jaar oud vormen 11%, de beroepsbevolking vormt 57% en ouderen vormen 32% van de bevolking                                                     |
| Benkovski      | Бенковски    | 705       | Bulgaren (46%), Turken (45%) en Roma (9%)               | De bevolking is aan het vergrijzen: kinderen tot 15 jaar oud vormen 15%, de beroepsbevolking vormt 65% en ouderen vormen 20% van de bevolking                                                     |
| Trastikovo     | Тръстиково   | 629       | Bulgaren (56%), Roma (14%) en Turken (7%)               | De bevolking is aan het vergrijzen: kinderen tot 15 jaar oud vormen 16%, de beroepsbevolking vormt 62% en ouderen vormen 22% van de bevolking                                                     |
| Zdravets       | Здравец      | 436       | voornamelijk Bulgaren (93%)                             | De bevolking is sterk vergrijst: bijna de helft van de bevolking is 65 jaar of ouder |
| Kitka          | Китка        | 251       | Bulgaren (76%) en Turken (18%)                          | De bevolking is sterk vergrijst: bijna de helft van de bevolking is 65 jaar of ouder. Zo'n 23 inwoners zijn kinderen jonger dan vijftien jaar oud                                                 |
| Kazasjka Reka  | Казашка река | 238       | nagenoeg uitsluitend Bulgaren (98%)                     | De bevolking is relatief jong: kinderen tot 15 jaar oud vormen 23%, de beroepsbevolking vormt 64% en ouderen vormen 13% van de bevolking                                                          |
| Ravna Gora     | Равна гора   | 217       | Bulgaren (77%), Roma (16%) en Turken (7%)               | De bevolking is relatief oud: kinderen tot 15 jaar oud vormen 10%, de beroepsbevolking vormt 52% en ouderen vormen 38% van de bevolking                                                           |
| Boljartsi      | Болярци      | 202       | Turken (40%) en Bulgaren (39%)                          | De bevolking is aan het vergrijzen: kinderen tot 15 jaar oud vormen 13%, de beroepsbevolking vormt 61% en ouderen vormen 26% van de bevolking                                                     |
| Junak          | Юнак         | 123       | nagenoeg uitsluitend Bulgaren (97%)                     | De bevolking is aan het vergrijzen: kinderen tot 15 jaar oud vormen 14%, de beroepsbevolking vormt 55% en ouderen vormen 31% van de bevolking                                                     |
| Krusja         | Круша        | 69        | uitsluitend Bulgaren                                    | De bevolking is sterk vergrijst. Er leven slechts twee kinderen in het dorp, terwijl dertig inwoners 65 jaar of ouder zijn.                                                                       |
| Dobri Dol      | Добри дол    | 29        | uitsluitend Bulgaren                                    | Het dorp is sterk vergrijst: alle inwoners zijn tussen de 50 t/m 79 jaar oud |
| gemeente Avren | община Аврен | 9547      | Bulgaren (67%), gevolgd door Turken (18%) en Roma (11%) | De gemeente Avren is aan het vergrijzen: kinderen tot de leeftijd van vijftien vormen 16%, de bevolking tussen 15-64 jaar vormt zo'n 61% en ouderen vanaf de leeftijd van vijfenzestig vormen 23% |

Aksakovo · Avren · Beloslav · Bjala · Dalgopol · Devnja · Dolni Tsjiflik · Provadia · Soevorovo · Valtsji Dol · Varna · Vetrino